# Linea Kabe
La linea Kabe (可部線?, Kabe-sen) è una linea ferroviaria urbana situata nella città di Hiroshima, e collega la stazione centrale alla stazione di Kabe, situata nella parte settentrionale della città. La linea è a scartamento ridotto, elettrificata a 1500 V in corrente continua e a binario singolo. È gestita dalla West Japan Railway Company (JR West).
In origine la ferrovia aveva capolinea a Sandankyō, e si estendeva per circa 60 km. Tuttavia nel 2003 JR West ha deciso di chiudere la tratta meno utilizzata, facendola fermare a Kabe, ed elettrificandola fino a questo punto.

## Servizi
La linea vede per tutto il giorno circa un treno per direzione ogni 20 minuti, e i convogli fermano in tutte le stazioni.

## Stazioni

### Sezione in uso
Nella tabella viene visualizzata anche la sezione sulla linea principale Sanyo fino a Hiroshima.
- Tutte le stazioni si trovano nella città di Hiroshima, nella prefettura di Hiroshima e fanno quindi tutte parte dell'area urbana speciale ()
- Tutti i treni sono locali e fermano a tutte le stazioni
  - Anche i treni rapidi provenienti/diretti dalla/alla linea Kure fermano a tutte le stazioni sulla linea Kabe
- I treni possono incrociarsi dove presenti i simboli ◇・∨・∧, mentre non possono in corrispondenza di "｜"; fra Hiroshima e Yokokawa il binario è doppio.

| Stazione               | Giapponese             | Distanza interst.      | Dist. da Yokokawa      | Collegamenti                                                                           | Binari                 | Posizione              |
| Linea principale Sanyō | Linea principale Sanyō | Linea principale Sanyō | Linea principale Sanyō | Linea principale Sanyō                                                                 | Linea principale Sanyō | Linea principale Sanyō |
| ---------------------- | ---------------------- | ---------------------- | ---------------------- | -------------------------------------------------------------------------------------- | ---------------------- | ---------------------- |
| Hiroshima              | 広島                   | -                      | 3.0                    | ■ Linea principale Sanyō ■ Linea Kure ■ Linea Geibi Sanyō Shinkansen Tram di Hiroshima | ∥                      | Minami-ku              |
| Shin-Hakushima         | 新白島                 | 1.8                    | 1.2                    | ■ Linea principale Sanyō ■ Linea Astram                                                | ∥                      | Naka-ku                |
| Yokogawa               | 横川                   | 1.2                    | 0.0                    | ■ Linea principale Sanyō Tram di Hiroshima                                             | ∨                      | Nishi-ku               |
| Linea Kabe             |                        |                        |                        |                                                                                        |                        |                        |
| Mitaki                 | 三滝                   | 1.1                    | 1.1                    |                                                                                        | ◇                      | Nishi-ku               |
| Aki-Nagatsuka          | 安芸長束               | 1.5                    | 2.6                    |                                                                                        | ◇                      | Asaminami-ku           |
| Shimo-Gion             | 下祇園                 | 1.3                    | 3.9                    |                                                                                        | ◇                      | Asaminami-ku           |
| Furuichibashi          | 古市橋                 | 1.4                    | 5.3                    |                                                                                        | ◇                      | Asaminami-ku           |
| Ōmachi                 | 大町                   | 1.2                    | 6.5                    | ■ Linea Astram                                                                         | ｜                     | Asaminami-ku           |
| Midorii                | 緑井                   | 0.8                    | 7.3                    |                                                                                        | ◇                      | Asaminami-ku           |
| Shichikenjaya          | 七軒茶屋               | 0.8                    | 8.1                    |                                                                                        | ｜                     | Asaminami-ku           |
| Bairin                 | 梅林                   | 1.5                    | 9.6                    |                                                                                        | ◇                      | Asaminami-ku           |
| Kami-Yagi              | 上八木                 | 1.6                    | 11.2                   |                                                                                        | ｜                     | Asaminami-ku           |
| Nakashima              | 中島                   | 1.4                    | 12.6                   |                                                                                        | ｜                     | Asakita-ku             |
| Kabe                   | 可部                   | 1.4                    | 14.0                   |                                                                                        | ∧                      | Asakita-ku             |